# Судавикюрхреппюр
Судавикюрхреппюр (исл. Súðavíkurhreppur, исландское произношение: [ˈsuːðaˌviːkʏr̥ɛhpʏr̥]) — община на западе Исландии в регионе Вестфирдир. В 2021 году в общине на 750 км² проживало 201 человек.

## История
На землях вокруг Аульфта-фьорда поселения были известны со времён заселения Исландии, но впервые отдельное муниципальное образование — сельская община Судавикюрхреппюр с центром в рыбацкой деревне Судавик, было образовано 4 мая 1872 года, когда король Дании Кристиан IX принял закон о административно-территориальном делении Исландии.
Община существовала без изменений до 1 января 1995 года, когда по результатам местного референдума небольшие сельские общины Эгюрхреппюр и Рейкьяфьярдархреппюр были включены в состав Судавикюрхреппюр. С тех пор община существует в своих границах без изменений..

## География
Территория общины находится на полуострове Вестфирдир в одноименном регионе на западе Исландии. Земли Судавикюрхреппюр граничат на востоке с землями общины Страндабиггд, на западе с землями Исафьярдарбайр, а на юге ним примыкают незаселённые земли общины Рейкхоулахреппюр. На севере земли общины выходят к фьордовому комплексу Исафьярдардьюп — побережьям фьордов Аульфта-фьорд, Сэйдис-фьорд, Хест-фьорд, Скётю-фьорд, Мьоуи-фьорд, Ватнс-фьорд и Рейкьяр-фьорд.
В Судавикюрхреппюр есть несколько фермерских усадеб и только один населённый пункт — селение Судавик, которое является административным центром общины.. В 2021 году населения Судавик составляло 160 человек.

## Транспорт
По территории общины проходит дорога регионального значения — 140-километровый участок Дьюпвегюр 61. Есть несколько дорог местного значения:  Лёйгардальсвегюр 632, Мьоуафьярдарвегюр 633, Рейкьянесвегюр 634.
Имеется небольшая гавань с портом в городе Судавик, где предоставляет все основные портовые услуги для малотоннажных рыболовных судов, небольших яхт и лодок.
Ближайший аэропорт находится в Исафьордюре.

## Галерея

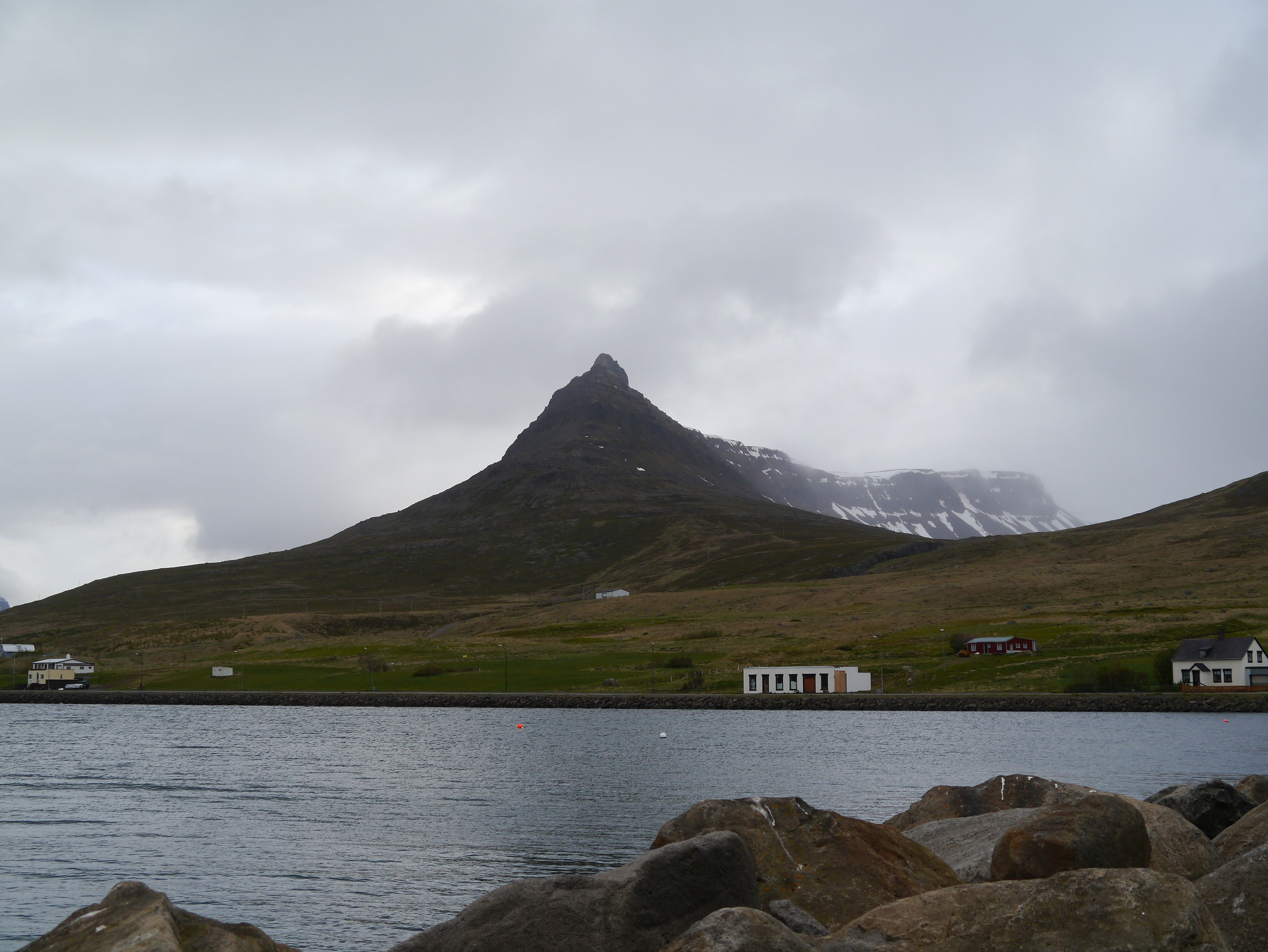
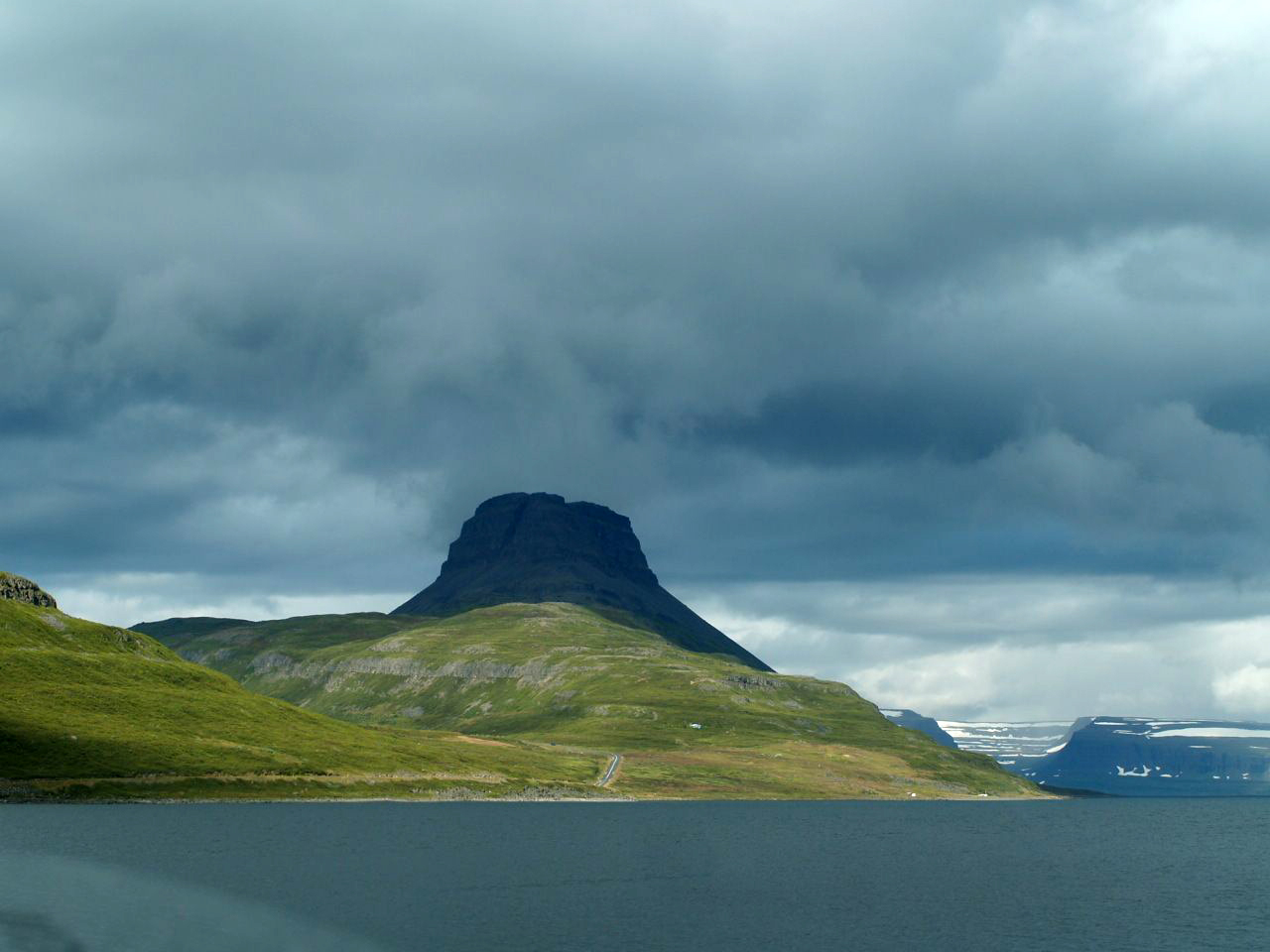
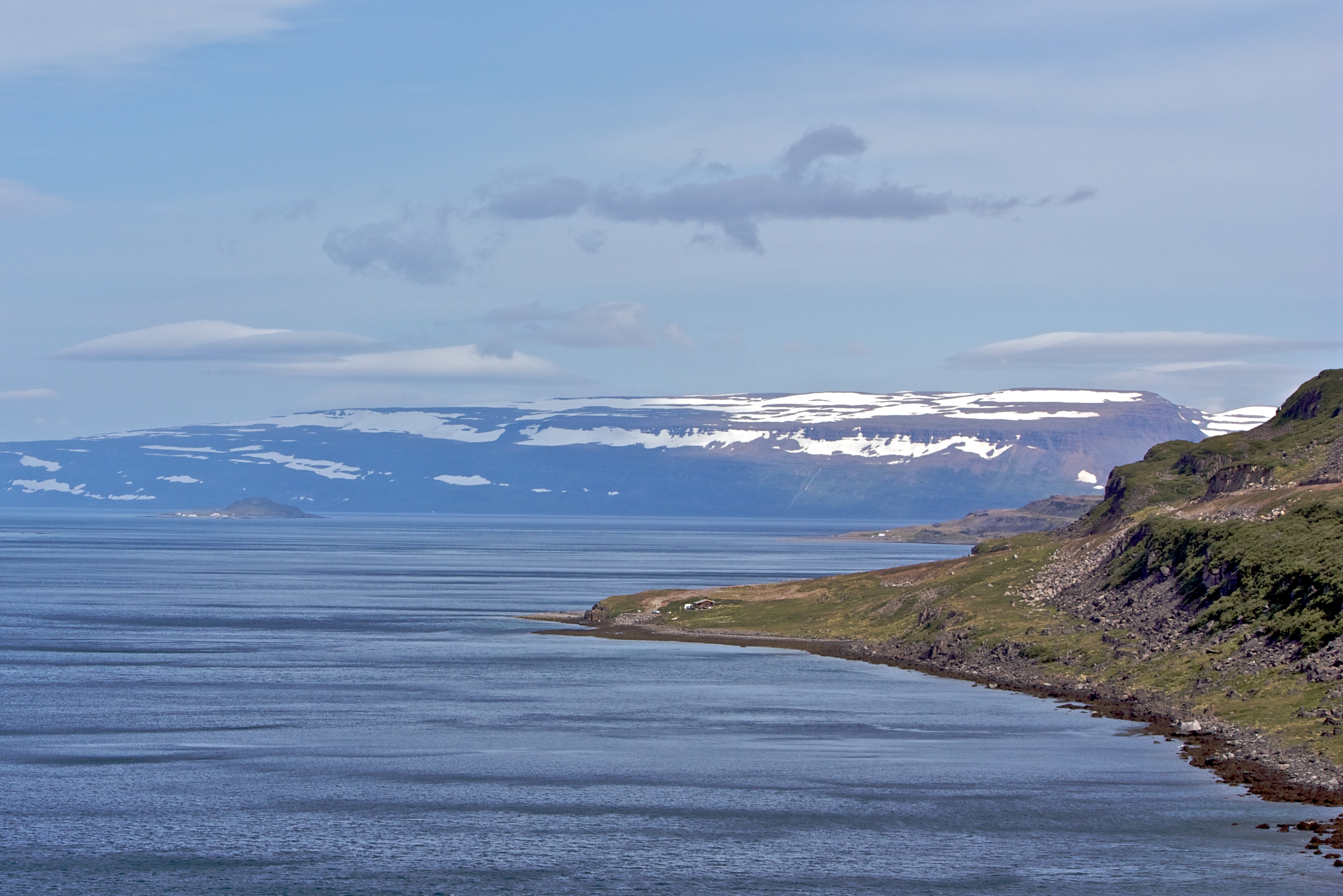
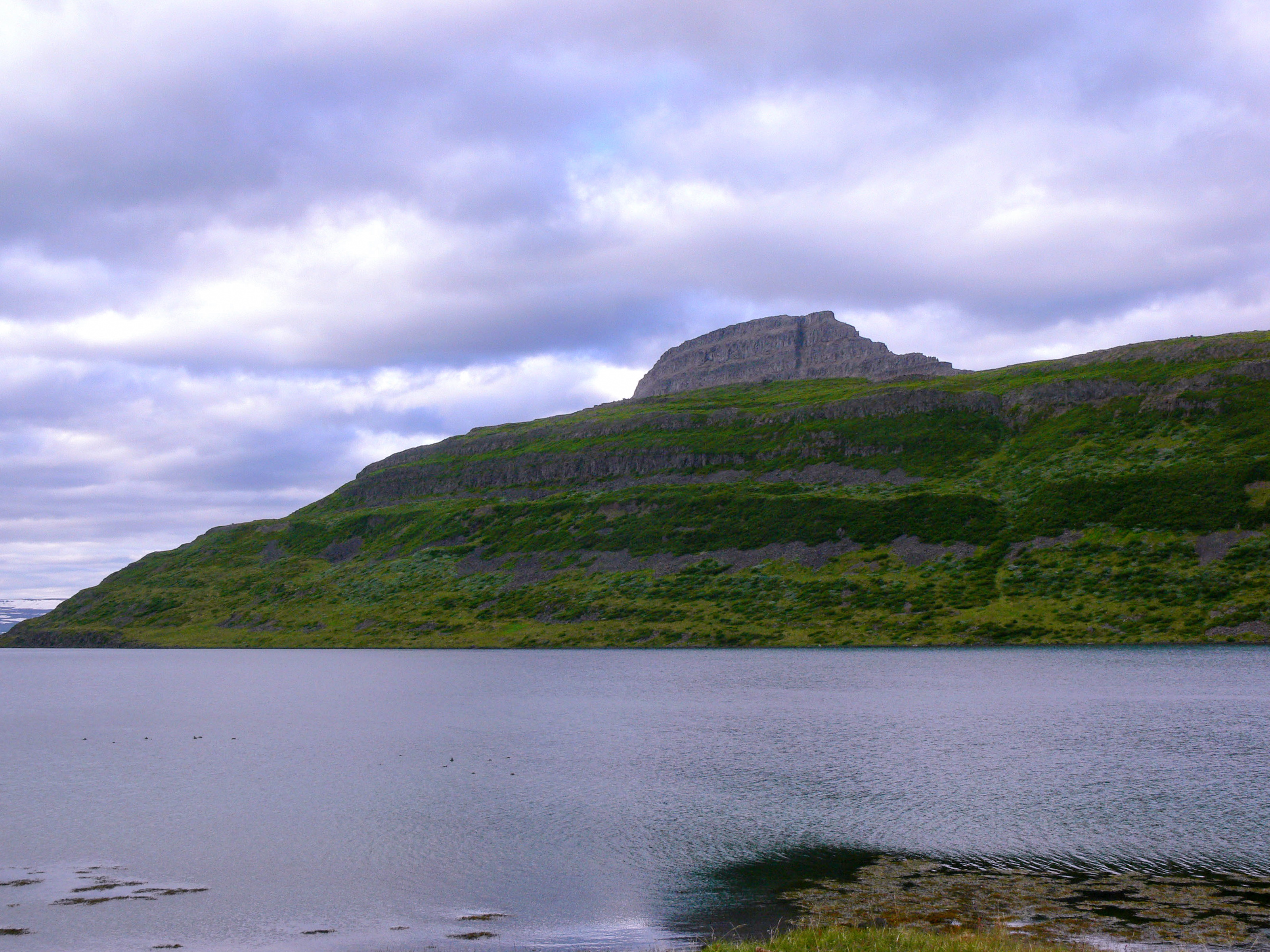
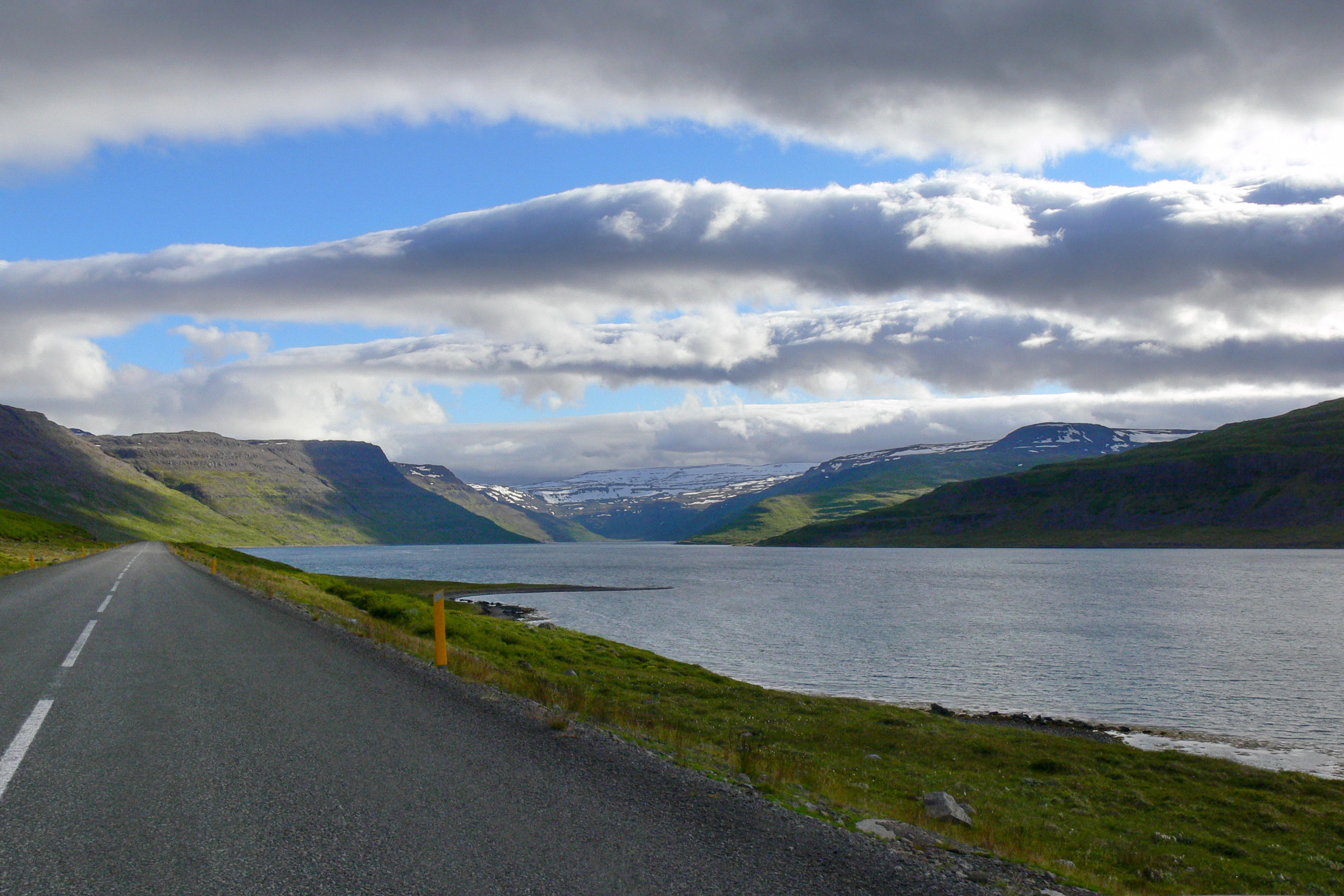